# Dendrobium quadrilobum
Dendrobium quadrilobum är en orkidéart som beskrevs av Robert Allen Rolfe. Dendrobium quadrilobum ingår i släktet Dendrobium, och familjen orkidéer. Inga underarter finns listade i Catalogue of Life.